# Аюби, Сафармухаммад
Сафармухаммад Айюби (тадж. Сафармуҳаммад Айюбӣ, 20 декабря 1945, Куляб, Таджикская ССР — 22 февраля 2011, Душанбе, Республика Таджикистан) — таджикский и советский поэт и драматург, народный поэт Таджикистана. Лауреат Государственной премии Таджикистана им. Рудаки в области литературы.

## Биография
Родился 20 декабря 1945 года в г. Кулябе в семье служащих. В 1974 году окончил факультет русской филологии Кулябского государственного педагогического института им. Рудаки и после службы в армии в 1976 году начал трудовую деятельность. Работал радиомехаником. С 1976 года — корреспондент областной газеты «Рохи Ленини» («Ленинский путь»).
С 1986 года — член Союза писателей СССР.
В начале 1990-х гг. был главным редактором литературно-драматических передач на телевидении Таджикистана.
С 1996 по 2009 годы работал руководителем отдела культуры, социальных проблем и по связям с общественностью столичного хукумата (мэрии) г. Душанбе.
Умер от опухоли головного мозга. Похоронен на Лучобском кладбище в г. Душанбе, где покоятся известные деятели культуры, литературы и искусства Таджикистана.

## Творчество
Первые публикации Аюби относятся к началу 1970-х годов. Участник республиканских конференций молодых литераторов.
Он автор около десяти сборников стихотворений и поэм, циклов стихов в журналах «Садои Шарк», «Памир», «Хорпуштак», «Занони Точикистон», в различных альманахах и сборниках. Перу Аюби принадлежат поэтические книги «Цветок зерна» (1931) и «В пути» (1984), пьесы в стихах на историческую тематику. Многие стихи поэта стали песнями. Сафармухаммад Айюби сочинил более 200 драматических произведений, которые были представлены на сценах таджикских театров, телевидении и за рубежом.

## Награды
- Юбилейная медаль «Двадцать лет Победы в Великой Отечественной войне 1941—1945 гг.»
- Государственная премия Таджикистана имени Рудаки в области литературы
- Народный поэт Таджикистана

## Избранные произведения
- Отголоски грома (Стихи и поэма) (1986)
- Родной напев (1990)
- Давление (пьеса)
- Ариец (пьеса)